# Schloss Carrouges

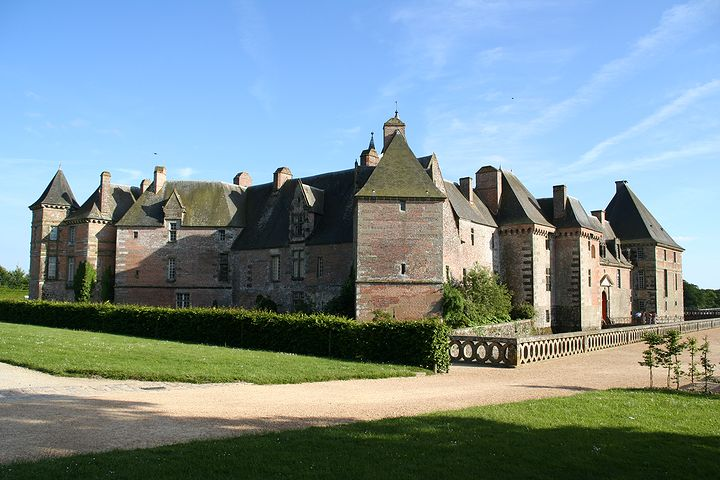
Schloss Carrouges, Ansicht von Norden

Das Schloss Carrouges (französisch Château de Carrouges) ist ein Wasserschloss im französischen Département Orne. Die Anlage steht im Tal des Udon südlich des Ortes Carrouges und ist eines der größten Schlösser der Normandie. Gemeinsam mit seinem Park ist es seit dem 6. Dezember 1927 als Monument historique denkmalgeschützt.
Eine Vorgängeranlage zur Sicherung der Grenze des Herzogtums Normandie zum benachbarten Maine wurde zwischen dem 14. Jahrhundert und Ende des 16. Jahrhunderts durch den heutigen Komplex ersetzt. Dabei wurde zuerst ein von einer Ringmauer umgebener Donjon im 15. Jahrhundert durch einen Wohnbau (Logis) erweitert und diese Bauten in der zweiten Hälfte des 16. Jahrhunderts um zwei weitere Flügel ergänzt. Das Schloss ist somit das Ergebnis diverser Umbauten und Veränderungen in verschiedenen Epochen, sein Äußeres bietet trotzdem ein erstaunlich einheitliches Bild.
Durch Heirat einer Erbtochter gelangte die Anlage 1438 an die Familie Blosset und von dieser ebenfalls durch Heirat 1540 an die Familie Le Veneur. Diese blieb fast 400 Jahre lang Eigentümerin, ehe sie das Schloss mit einem Großteil des Mobiliars 1936 an den französischen Staat verkaufte. Der machte die Anlage als Museum der Öffentlichkeit zugänglich und begann mit ihrer Restaurierung, die bis heute anhält.

## Geschichte

### Anfänge
Die erste Befestigung entstand als Höhenburg oberhalb einer normannischen Siedlung. Sie diente als Außenposten der normannischen Herzöge zur Sicherung ihrer Grenze zum benachbarten Maine, das seit dem frühen 12. Jahrhundert durch die Grafen von Anjou regiert wurde. Gemäß einer Legende erhielt die Anlage ihren Namen durch einen Ehebruch des Burgherrn. Dessen schwangere Frau soll aus Eifersucht die Geliebte ihres Mannes getötet haben, nicht wissend, dass diese eine Fee war. Die sterbende Fee schwor Rache, und am darauffolgenden Morgen fand die Burgherrin ihren Mann tot auf. Zugleich zeigte sich auf der Stirn der Witwe ein blutrotes Mal. Auch ihr Sohn Karl (Carle), der kurz darauf zur Welt kam, war mit einem solchen Mal gekennzeichnet, weswegen er Carle le Rouge (deutsch Karl der Rote) genannt wurde. Daraus soll sich der Name Carrouges entwickelt haben. Eine erste schriftliche Erwähnung fand das normannische Oppidum in der Historia Ecclesiastica des Ordericus Vitalis, als der Graf Gottfried V. von Anjou Carrouges belagerte, um es für sich in Besitz zu nehmen. Gottfried war nach dem Tod des normannischen Herzogs Heinrich Beauclerk durch seine Heirat mit dessen Erbtochter Matilda offiziell Heinrichs Nachfolger. Allerdings hatte sich Matildas Cousin Stephan mit Unterstützung vieler normannischer Barone der Normandie bemächtigt, und Gottfried versuchte deshalb, sein Anrecht mit militärischen Mitteln durchzusetzen.

### Spätmittelalter
Jean IV. de Carrouges war ein Nachfahr von Roger, dem in einer Urkunde aus dem Jahr 1150 ersten namentlich erwähnten Seigneur von Carrouges. Er kämpfte im Hundertjährigen Krieg auf Seiten des französischen Königs  Karl VI. gegen die Engländer. Als es diesen unter Heinrich V. von England aber gelang, die niedere Normandie einzunehmen, verlor Jeans Nachfolger Robert seinen Besitz, weil der englische König ihn konfiszieren ließ. Erst als der Herr von Carrouges Heinrich V. als seinen Landesherrn anerkannt hatte, erhielt er seine Burg zurück. Diese hatte wahrscheinlich Jean IV. schon im 14. Jahrhundert durch einen Neubau am heutigen Ort ersetzt. Um sich gegenüber der französischen Krone zu rehabilitieren, stellte Robert von ihm bezahlte Truppen in den Dienst des zukünftigen französischen Königs Karl VII. Als er 1424 in der Schlacht von Verneuil starb, hinterließ er seiner Erbtochter Jeanne eine Burganlage, die aus einem Donjon samt Ringmauer und daran anschließenden, weiteren Gebäuden bestand. Das damalige Areal hatte wahrscheinlich einen rechteckigen Grundriss und bedeckte etwa die Hälfte der heutigen Grundfläche.

### Allmählicher Ausbau zum Schloss

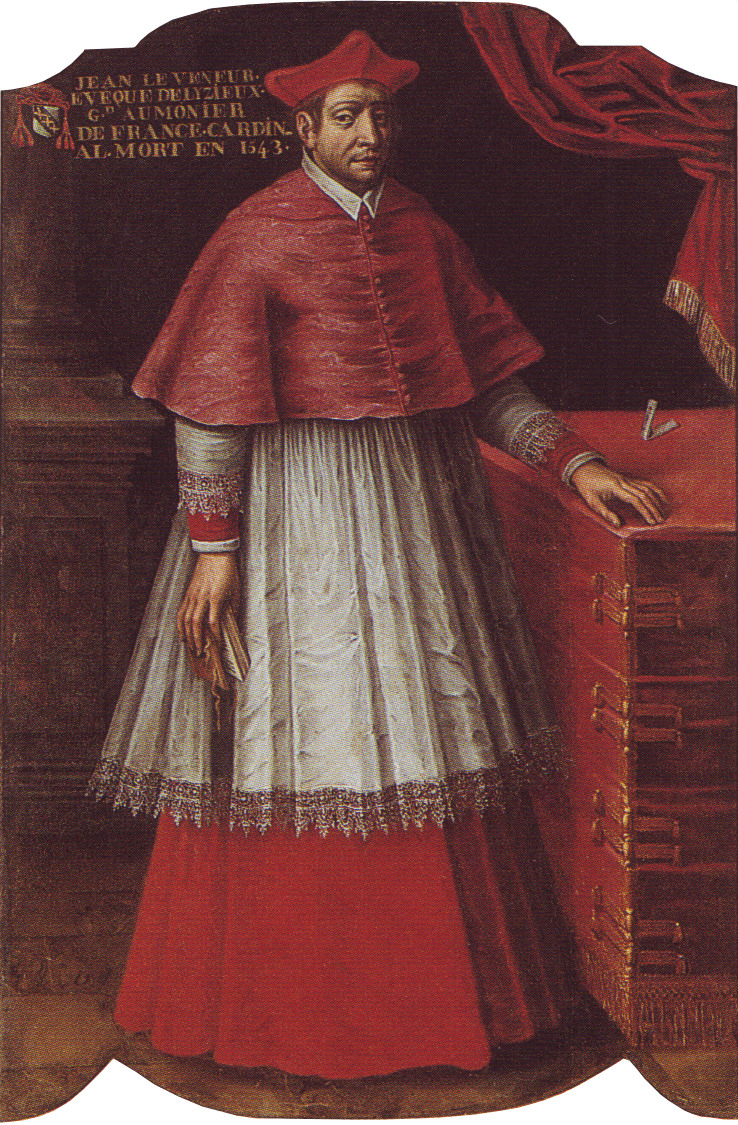
Kardinal Jean Le Veneur ließ den Torbau errichten (posthumes Porträt des 17. Jahrhunderts)

Aus Jeannes Ehe mit Robert de Cagny ging eine Tochter hervor, die Carrouges 1438 durch ihre Heirat mit Guillaume Blosset an dessen Familie brachte. Ihr Sohn Jean war Seneschall der Normandie sowie Rat und Kammerherr des französischen Königs Ludwig XI. Gemeinsam mit seiner Frau Marie de Derval erweiterte er die bestehende Anlage, indem er dem Donjon ein Logis hinzufügte. Dieser Flügel wird entsprechend auch Blosset-Flügel (französisch aile des Blosset) genannt. Außerdem veränderten sie das Aussehen des mittelalterlichen Wohnturms. Das Paar empfing auf ihrem erweiterten und von Wassergräben umgebenen Wohnsitz am 11. August 1473 ihren Monarchen, der sich zu jener Zeit auf einer Pilgerreise zum Kloster Mont-Saint-Michel befand. Ein nach ihm benanntes Zimmer erinnert noch heute an diesen Besuch. Weil Jean und Marie keine Kinder hatten, übertrug Jean seinen Besitz noch zu Lebzeiten seiner Schwester Marie. Diese heiratete 1540 Philippe Le Veneur, den Herrn von Tillières-sur-Avre, und brachte den Besitz an ihren Mann.
Erbe des Paars war der Sohn Jean Le Veneur, der eine kirchliche Laufbahn einschlug. Er war erst Kommendatarabt von Mont-Saint-Michel, dann ab 1505 Bischof von Lisieux. 1526 wurde er unter Franz I., dessen Vertrauter und Berater er war, Großalmosenier des Königs, ehe ihm 1533 der Kardinalstitel verliehen wurde. Er ließ zwischen 1505 und 1533 an der Nordseite der Anlage einen dreigeschossigen Torbau (französisch châtelet) errichten, der zu den frühesten Renaissancebauwerken in der Normandie gehört. Bei seinem Tod am 7. August 1543 hinterließ er Carrouges seinem Neffen Jean (IX.), einem Sohn seines 1502 verstorbenen Bruders François aus dessen 1482 geschlossener Ehe mit Marie de Hellande. Vermutlich erbaute dieser unter Verwendung von Resten der ehemaligen Ringmauer den kurzen Verbindungsflügel zwischen Donjon und Logis.
Jeans ältester Sohn folgte seinem Vater als Seigneur von Carrouges nach, überließ aber Schloss und Herrschaft seinem jüngeren Bruder Tanneguy I., dem Lieutenant général der Normandie und Baillie von Rouen. Unter ihm wurde Carrouges 1565 zur Grafschaft erhoben. 1570 empfing Tanneguy I. Katharina von Medici und den französischen Hof auf seinem Schloss. Um 1575 begann er wahrscheinlich mit einer Erweiterung der Anlage durch den Bau des sogenannten Galerieflügels (französisch aile de la galerie) im Südwesten und des Flügels der Großen Appartements (französisch aile des grands appartements) an der Südostseite. Mit den Entwürfen dazu war François Gabriel beauftragt, Vorfahr des berühmten Architekten Ange-Jacques Gabriel. Die Hoffassade des Logis wurde im gleichen Zuge etwas überarbeitet, um sie an die neuen Flügel anzupassen. Zwei neue, monumentale Treppenhäuser in der Ost- und Südecke des Schlosses wurden 1579 fertiggestellt und verbanden die neuen Trakte miteinander. Die Treppen waren die ersten ihrer Bauart im Norden Frankreichs.

### Frühe Neuzeit

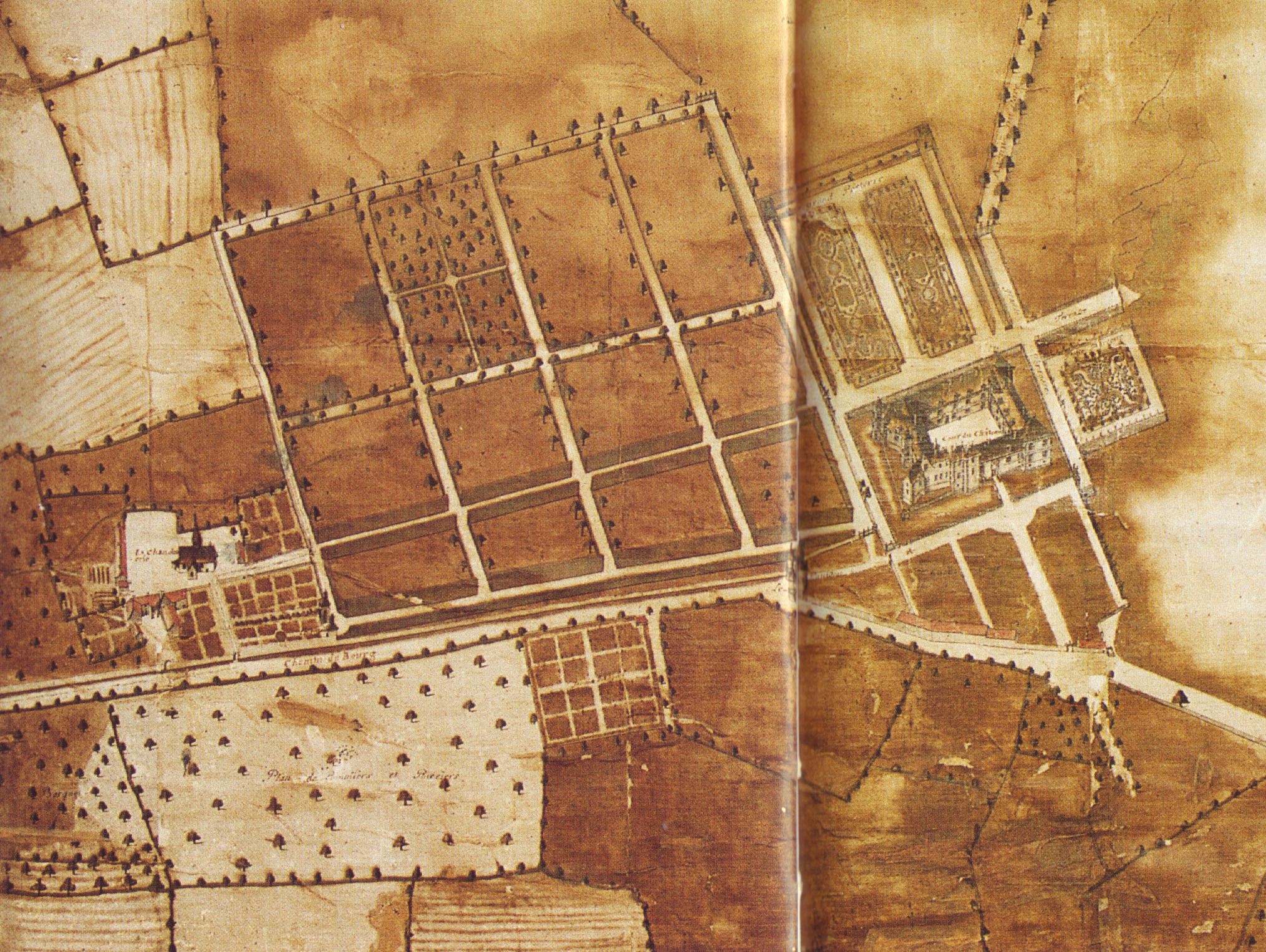
Schloss Carrouges auf einer Karte aus dem Jahr 1711

Aus Tanneguys Ehe mit Madelaine de Pompadour entsprang der Erbe Jacques, über den Schloss und Grafschaft an dessen ältesten Sohn Tanneguy II. kamen. Dieser war unter dem französischen König Ludwig XIII. Botschafter am englischen Königshof und verhandelte die Heirat von Ludwigs Schwester Henrietta mit dem englischen König Karl I. 1608 hatte er Catherine de Bassompierre, Schwester des Marschalls von Frankreich François de Bassompierre, geheiratet. Dies wurde ihm zum Verhängnis, als der Marschall wegen seiner Opposition zum mächtigen Kardinal Richelieu verhaftet wurde. Mit ihm fiel auch Tanneguy II. in Ungnade und musste sich auf sein Schloss in Tillières zurückziehen. Damit begann ein allmählicher Abstieg der Familie le Veneur. Spätestens 1643 übergab Tanneguy II. das Schloss seinem Bruder Jacques, dem Kommendatarabt von Silly-en-Gouffern. Dieser ließ die Innenräume zwischen 1637 und 1653 nach Plänen Maurice Gabriels, des Enkels François Gabriels, umfassend umgestalten und mit wertvollen Möbeln und Gemälden ausstatten. Unter den von ihm angeschafften Kunstwerken waren zum Beispiel Gemälde von Guido Reni und Giovanni Francesco Barbieri. Aber auch die äußere Erscheinung der Anlage ließ Jacques verändern, indem Rasenflächen und eine große Gartenterrasse angelegt wurden. Zusätzlich initiierte er den Bau einer privaten Kapelle, die der nahe gelegenen Kirche angefügt und im Februar 1647 fertiggestellt wurde. Für die Planung engagierte er Maurice Gabriel. Der Vertrag dazu stammt vom 4. Oktober 1642. Die Modernisierungs- und Umbauarbeiten am Schloss Carrouges hielten bis zu Jacques Tod im Jahr 1653 an. Sein Neffe und Erbe Henry Le Veneur führte die Arbeiten aber nicht weiter fort, sondern ließ die Anlage – ebenso wie sein Sohn und Nachfolger François – vollständig unverändert. Unter François Le Veneur war es um die Finanzen der Familie alles andere als gut bestellt. Der Schlossherr sah sich sogar außer Stande, seine sechs Töchter mit einer angemessenen Mitgift auszustatten, und schickte sie deshalb alle in ein Kloster nach Alençon.

### Neue Blüte

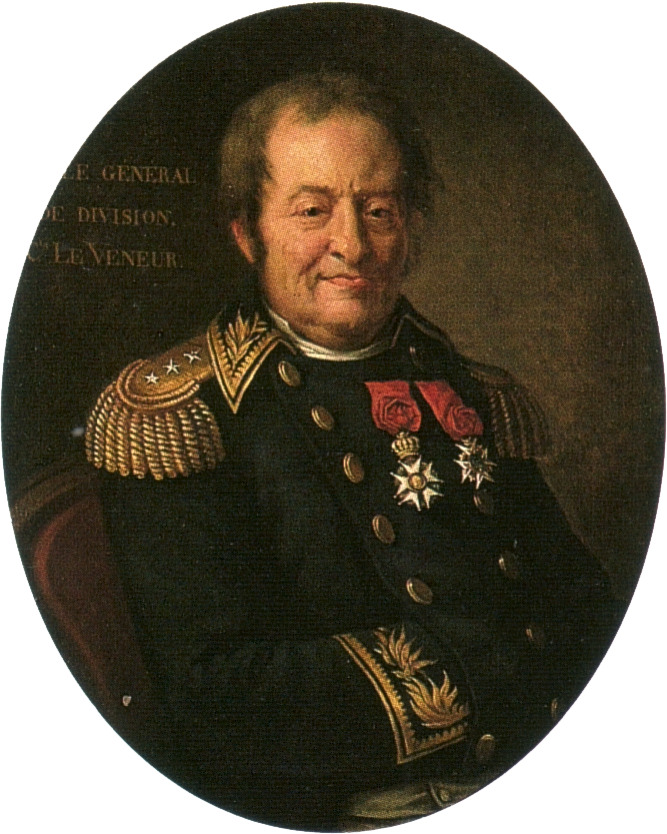
Alexis Le Veneur ließ Carrouges umfassend verändern; Porträt um 1830

Unter Françoisʼ Sohn Tanneguy III. stieg das Ansehen der Familie allmählich wieder, und seine Tochter Anne Gabrielle heiratete 1725 mit Alexis de Châtillon in zweiter Ehe sogar einen Pair von Frankreich.
Der Sohn Tanneguys III., Jacques Tanneguy IV., heiratete Michelle Julie Françoise Bouchard dʼEsparbès de Lussan. Das Paar nutzte das Schloss Carrouges nicht, denn es wohnte entweder in ihrem Hôtel particulier in Paris oder auf dem Familienschloss in Tillières. Der Ehe entstammten zwei Söhne. Der älteste, Tanneguy V., erhielt als Erbe die Grafschaft Tillières, während Carrouges 1777 an den jüngeren Alexis Paul Michel kam. Dieser hatte eine militärische Laufbahn eingeschlagen und wurde 1788 zum Maréchal de camp befördert. Er ließ das Schloss weitreichend verändern. Das Hauptportal wurde im klassizistischen Stil umgebaut und die alte Zugbrücke nach 1808 durch eine gemauerte Bogenbrücke ersetzt. Außerdem ließ Alexis das zweite Obergeschoss des Südwestflügels mit der namensgebenden Galerie abreißen, um im ersten Geschoss einen hohen Festsaal einrichten zu lassen. Außerdem plante der General, den Logisflügel zu verändern und dessen Außenfassade zu einer prächtigen Schaufassade umzugestalten. Dort war ein neuer monumentaler Haupteingang vorgesehen, für den 1793 ein mittig stehender zuvor vorhandener kleiner Turm mit Kapelle niedergelegt wurde. Auch das Umfeld des Schlosses wurde umgestaltet: Den Hausteich im Südwesten ließ Alexis 1778 trockenlegen und rund um das Schloss einen Landschaftsgarten anlegen. All dies war ihm jedoch nur möglich, weil er während der Französischen Revolution dank der Fürsprache seines bürgerlichen Adjutanten Lazare Hoche, des Sohns eines Jagdhüters aus der Grafschaft Tillières, der Guillotine entging. Bei seinem Tod 1833 hinterließ er das Anwesen seinem Sohn Alexis Louis Jacques Tanneguy VI. Noch zehn Jahre zuvor waren viel Mobiliar und zahlreiche Gemälde aus dem Schloss Tillières nach Carrouges geholt worden, ehe die Anlage in Tillières an die Bande noire, eine Gruppe von Immobilienspekulanten, verkauft wurde. Tanneguy VI. lebte mit seiner Frau Alexandrine Bibienne Felicité de Jupilles, den sechs gemeinsamen Kindern und der Familie seiner Ehefrau in Schloss, was zahlreiche Veränderungen im Inneren nach sich zog. Vor allem wurden viele kleine Räume in den Dachgeschossen eingerichtet. Als der Erstgeborene des Paars, Alexandre Charles Michel Tanneguy VII., Schlossherr geworden war, erhielt der große Salon im Flügel der Großen Appartements sein heutiges Aussehen.

### Staatseigentum
Letzter Schlosseigentümer aus der Familie Le Veneur war der Enkel Alexandre Charles Michels, Marie Gaston Tanneguy IX. Da er kinderlos war und nicht die finanziellen Mittel aufbringen konnte, das große Schloss zu unterhalten, verkaufte er die seinerzeit heruntergekommene Anlage am 23. April 1936 für 200.000 Francs an den französischen Staat. Dieser öffnete das Schloss für Besucher und begann mit Instandsetzungsarbeiten. Erste Sofortmaßnahme war die Abdichtung der Dächer, es sollte aber noch bis 1978 dauern, ehe alle Dachpartien repariert waren. Bis 1939 waren die Arbeiten soweit gediehen, dass im September die wertvollen Keramik- und Buchsammlungen der Museen in Rouen dorthin ausgelagert werden konnten. Ebenso wurden Glasmalereien im Schloss aufbewahrt. Während des Zweiten Weltkriegs zogen sich am 13. August 1944 deutsche Soldaten mit einem Munitionstransporter in den Torbau zurück, der beim Vorrücken amerikanischer Soldaten beschossen wurde. Bei dem Gefecht fing der Munitionswagen Feuer, das auf das Torgebäude übergriff und die oberen Geschosse zerstörte. Nach Kriegsende wurde das Tor aber restauriert und die zerstörten Partien wiederaufgebaut.
In den 1950er Jahren begannen umfassende Restaurierungsarbeiten. Dabei wurde nicht nur das eigentliche Schloss, sondern wurden auch die Wirtschaftsgebäude und der Schlosspark instand gesetzt. In den 1960er Jahren folgte die Sanierung der unter Alexis Le Veneur trockengelegten Gräben, die anschließend wieder mit Wasser befüllt wurden. Zur Wiederherstellung des Schlossparks zählte die Rekonstruktion des Kleinen Parterres (französisch petit parterre) nach einer Ansicht aus dem Jahr 1711 und das Aufstellen von Volieren, die Kopien von Originalen vom Beginn des 18. Jahrhunderts waren. Die Wiederherstellungsarbeiten des großen Gartenareals nach der historischen Vorlage dauern bis zum heutigen Tag an.
Seit 1995 wird die Schlossanlage vom Centre des monuments nationaux (deutsch Zentrum für staatliche historische Denkmäler) verwaltet und ist ganzjährig für Besucher geöffnet. Neben dem Schlosspark und -garten können im Rahmen eines Rundgangs auch zahlreiche Innenräume besichtigt werden, die ihre originale Ausstattung und das Mobiliar aus einer Zeitspanne von Renaissance bis Restauration bewahrt haben. Im zweiten Obergeschoss des Logis finden wechselnde, temporäre Ausstellungen statt. Darüber hinaus wird Schloss Carrouges regelmäßig für kulturelle Veranstaltungen wie Konzerte und Parkfeste genutzt.

## Beschreibung

### Architektur

Schematischer Lageplan der Schlossanlage

Schloss Carrouges ist eines der größten Schlösser in der Normandie. Die Trakte der geschlossenen Vierflügelanlage gruppieren sich um einen viereckigen Innenhof. An den Ecken der Anlage, deren Umfang rund 300 Meter beträgt, stehen vorspringende, turmartige Pavillonbauten. Der westliche Eckpavillon aus dem 16. Jahrhundert steht auf den Fundamenten einer ehemaligen Bastion aus der Zeit der Hugenottenkriege und imitiert die Wehrhaftigkeit des Donjons. Das Mauerwerk der Anlage besteht aus roten und schwarzen Backsteinen, die an drei Schlossflügeln Zickzack- und Rautenmuster bilden. Die Dächer mit einer Fläche von etwa einem Hektar sind mit Schiefer gedeckt. Das Schloss ist rundherum von Wassergräben umgeben, die von Steinbalustraden begrenzt sind. An der Nordostseite führt eine gemauerte Rampe in den Graben. Sie wurde gebaut, als die Schlossgräben trockengelegt worden waren und dort Tiere grasten.
Ehe der Besucher das eigentliche Schloss erreicht, trifft er auf einen Bau mit korbbogigem Tor, auf den, von Nordosten kommend, eine etwa 430 Meter lange gerade Zufahrtsstraße zuführt. Das bewohnbare Torhaus ist ein zweigeschossiger, viereckiger Kubus, an dessen Ecken schlanke Rundtürme stehen. Deren drei Geschosse sind von Kegeldächern abgeschlossen. Das hohe Walmdach des Baus macht mehr als die Hälfte der Gesamthöhe aus. Das Mauerwerk besteht aus roten und schwarzen Ziegeln, die ein gleichmäßiges Rautenmuster bilden. Zusätzlich findet sich an manchen Stellen die Darstellung einer Bischofsmütze, die den Bau auf die Zeit zwischen 1505 und 1533 datiert. In jenen Zeitraum war der Bauherr Jean Le Veneur zwar schon Bischof, hatte aber noch nicht die Kardinalswürden empfangen, da er sonst anstatt der Bischofsmütze den Kardinalshut als Muster im Mauerwerk gewählt hätte. Die Fenster des Gebäudes besitzen eine Hausteinfassung aus Granit. Die obersten von ihnen sind von Lukarnen im Stil des Flamboyants bekrönt, die das reichste Skulpturendekor des gesamten Schlosses zeigen. Sie tragen das Wappen Jean Le Veneurs und ein Bischofskreuz.
Das Hauptportal des Schlosses liegt an dessen Nordwestseite. Sein heutiges Aussehen mit flankierenden Pilastern und bekrönendem Dreiecksgiebel erhielt es zu Beginn des 19. Jahrhunderts. Nördlich des Portals steht – etwa in der Mitte des Flügels – der dreigeschossige Donjon. Der viereckige Turm ist mit seinen Maschikulis auf Konsolsteinen aus Granit die einzige Bausubstanz, die von der mittelalterlichen Burg aus dem 14. Jahrhundert übrig ist. Ihm ist an der Außenseite ein kleinerer Vierecksturm angefügt, der Logis-Turm (französisch tour-logis) genannt wird. Er besitzt wie der Donjon Eckquaderungen. Diese sind aus dem gleichen grauen Haustein wie die Einfassungen der Kreuzstockfenster. Frühere waren die oberen Geschosse des Donjons nur über eine Wendeltreppe in einem angebauten Turm an der Südecke des Turms erreichbar. Dieser Treppenturm ist zwar nicht mehr erhalten, aber im Mauerwerk der Südecke ist noch gut sein ehemaliger Standort erkennbar. Die einstige Wehrplatte des Turms ist heute mit einem Walmdach überdacht.
Über einen kurzen Verbindungsflügel ist der Donjon mit dem Blosset-Flügel verbunden. Dieser besteht aus dem Logis, das im 15. Jahrhundert errichtet wurde, wobei der untere Teil der einstigen Ringmauer als Fundament für den neuen, rechteckigen Baukörper diente. Zwei schräg ansetzende, kurze Seitenflügel ragen an der Nord- und Ostecke nach außen in den Wassergraben hinein. Im hofseitigen Winkel des Nordwestflügels mit dem Logis steht ein großer Treppenturm, der Archiv-Turm (französisch tour du chartrier) genannt wird. Er ist nach dem Raum in seinem obersten Geschoss benannt, der früher als Archiv diente. In seinem Erdgeschoss befindet sich der heutige Zugang zum Logis. Dieser ist im Stil der Renaissance gehalten und wird von ionischen Pilastern flankiert. Er ist jedoch nicht der Original-Eingang des Logis. Der ursprüngliche Zugang zum Wohnbau ist das Spitzbogenportal rechts neben dem Treppenturm, das in den Saal der Wachen (französisch salle des gardes) führt.
Die beiden Schlossflügel im Südwesten und Südosten stammen aus der zweiten Hälfte des 16. Jahrhunderts und beherbergen die privaten Wohnräume des Schlossherrn sowie einen großen Festsaal. An der Außenfassade des Südosttrakts sind drei Platten aus weißem Kalkstein zu sehen, die früher vermutlich die Wappen der drei Eigentümerfamilien von Carrouges zeigten. Die Reliefs wurden während der Französischen Revolution zerstört.

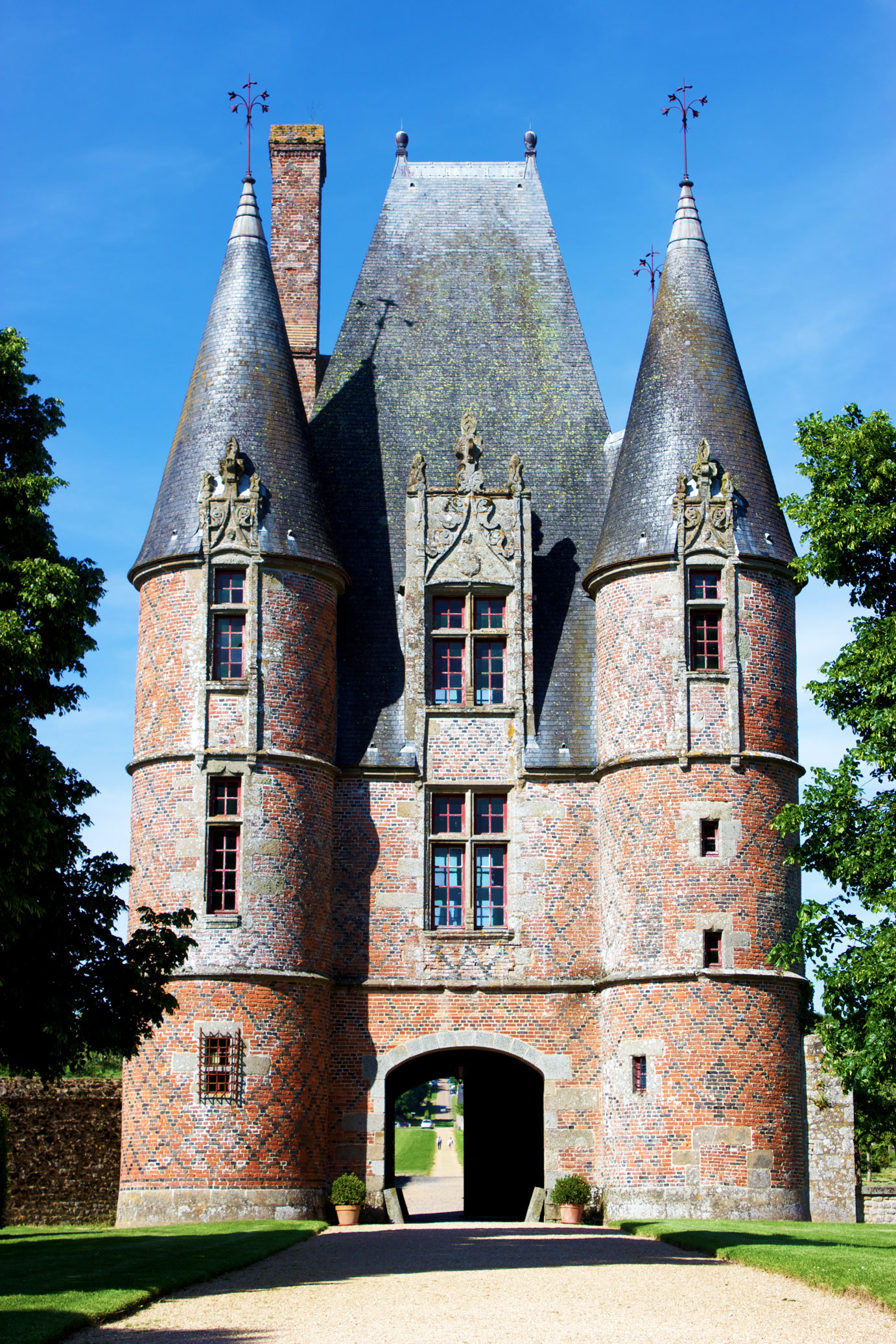
Torbau
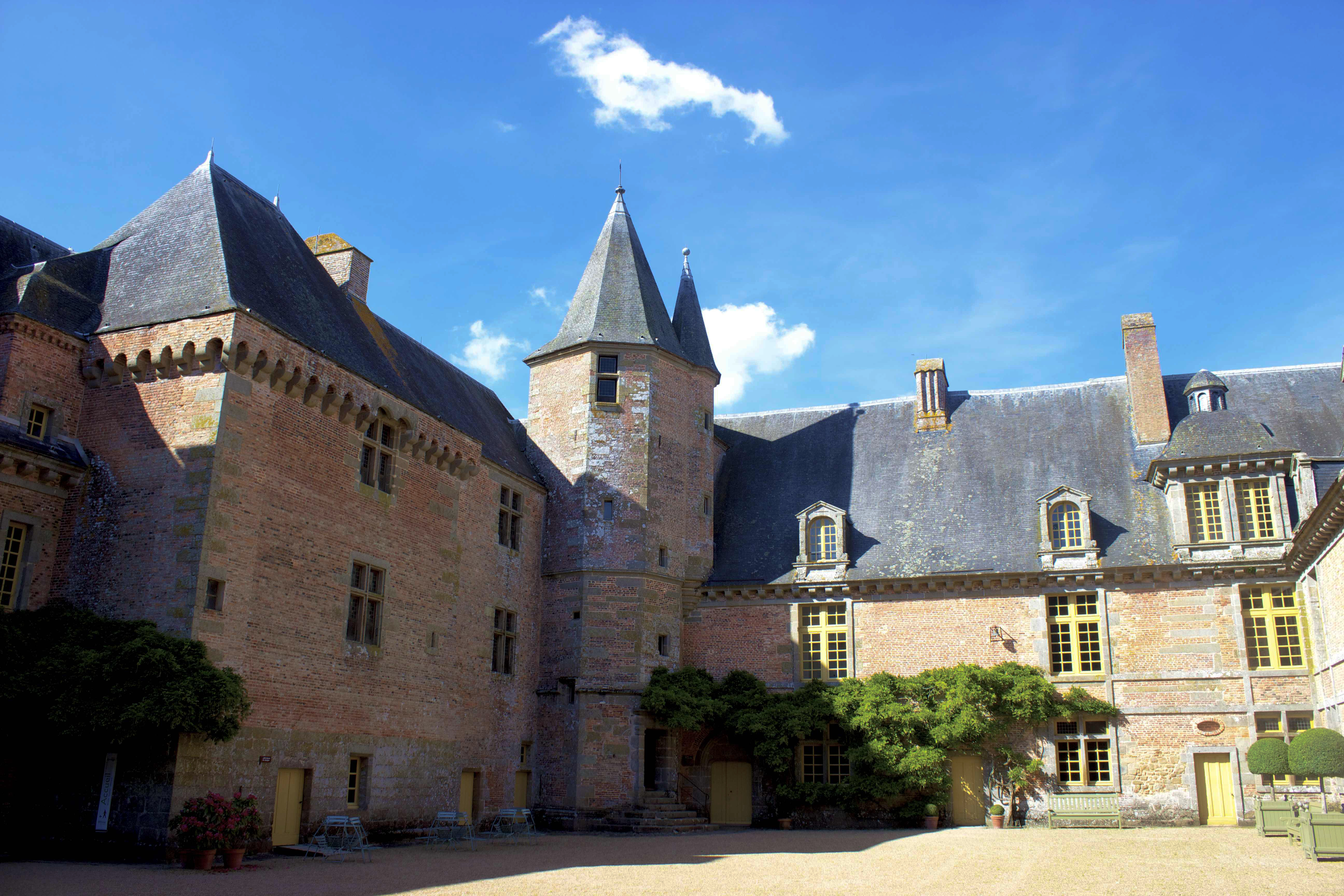
Hofansicht des Donjons (links), Blosset-Flügels (rechts) und Archiv-Turms (Mitte)
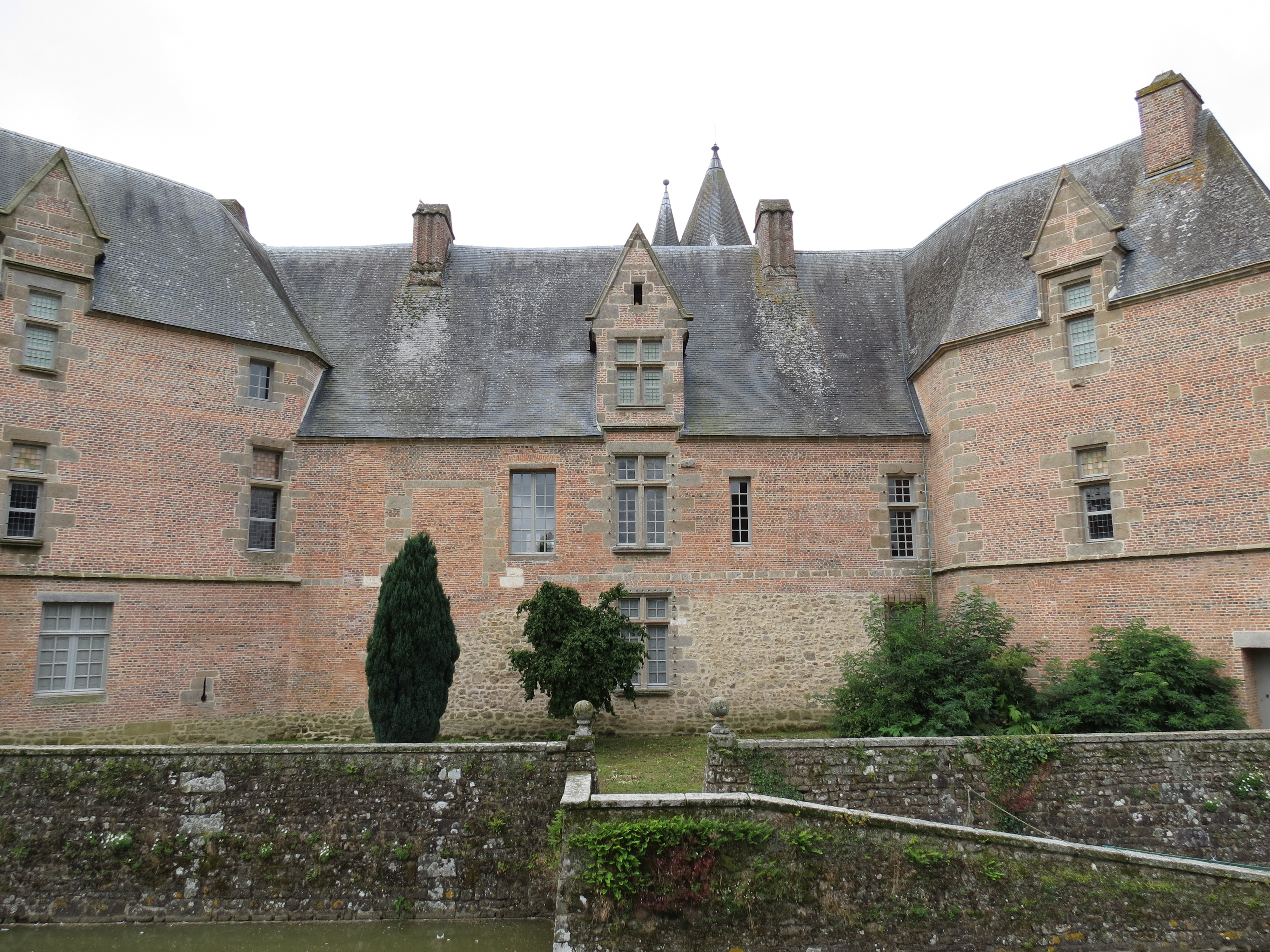
Außenfassade des Blosset-Flügels
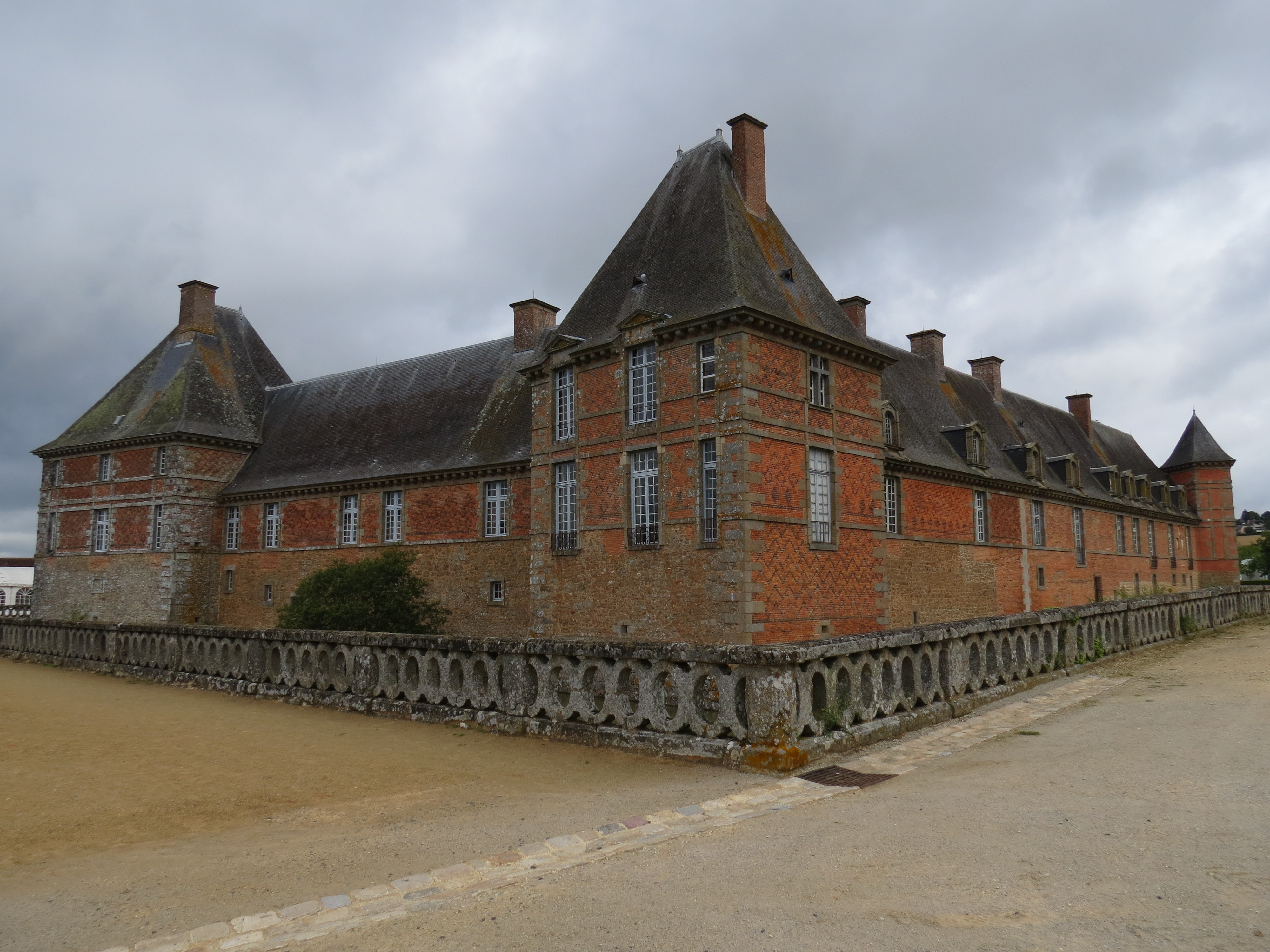
Südansicht des Galerieflügels (links) und Flügels der Großen Appartements (rechts)

### Innenräume

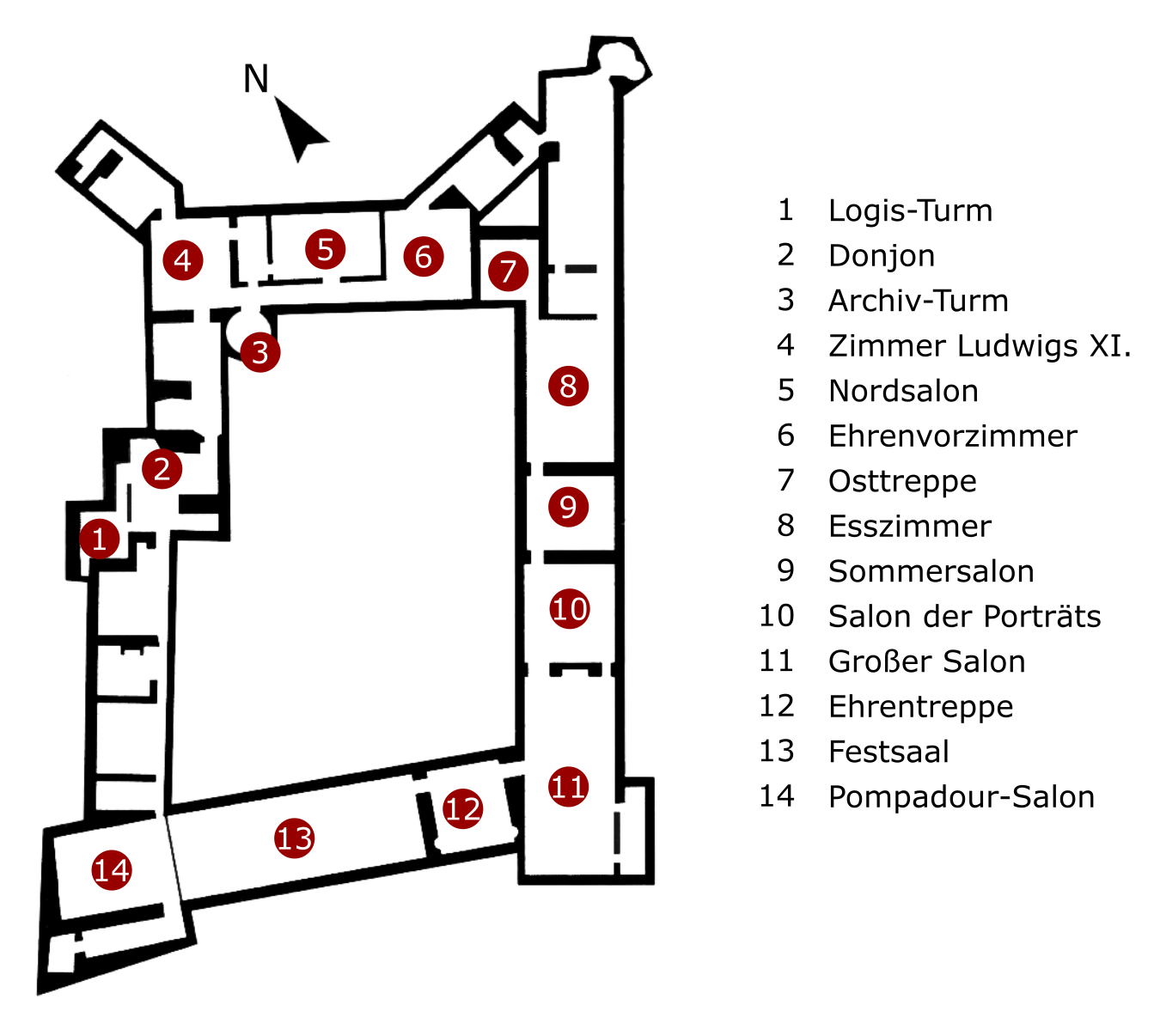
Grundriss des ersten Obergeschosses

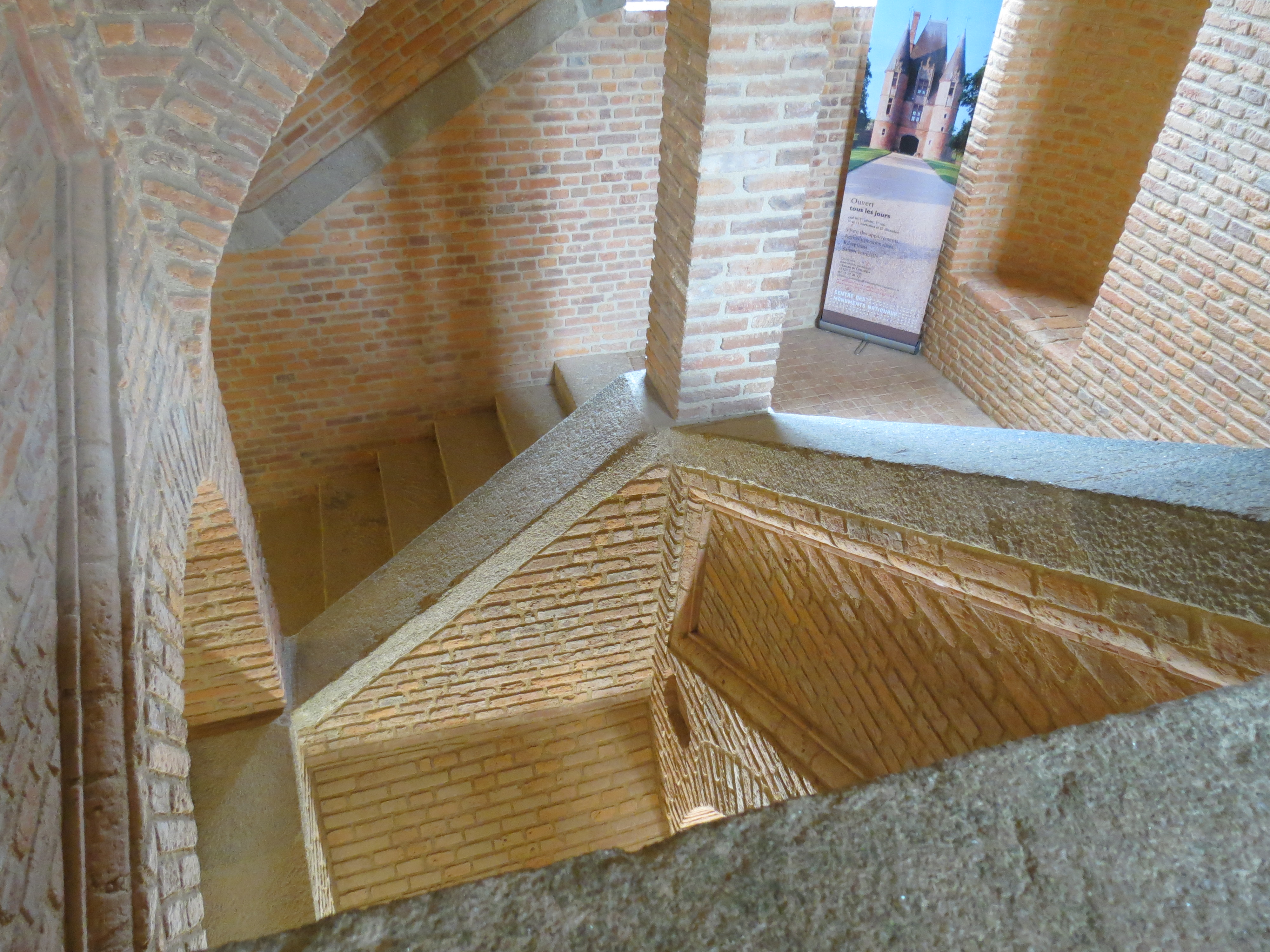
Ehrentreppe
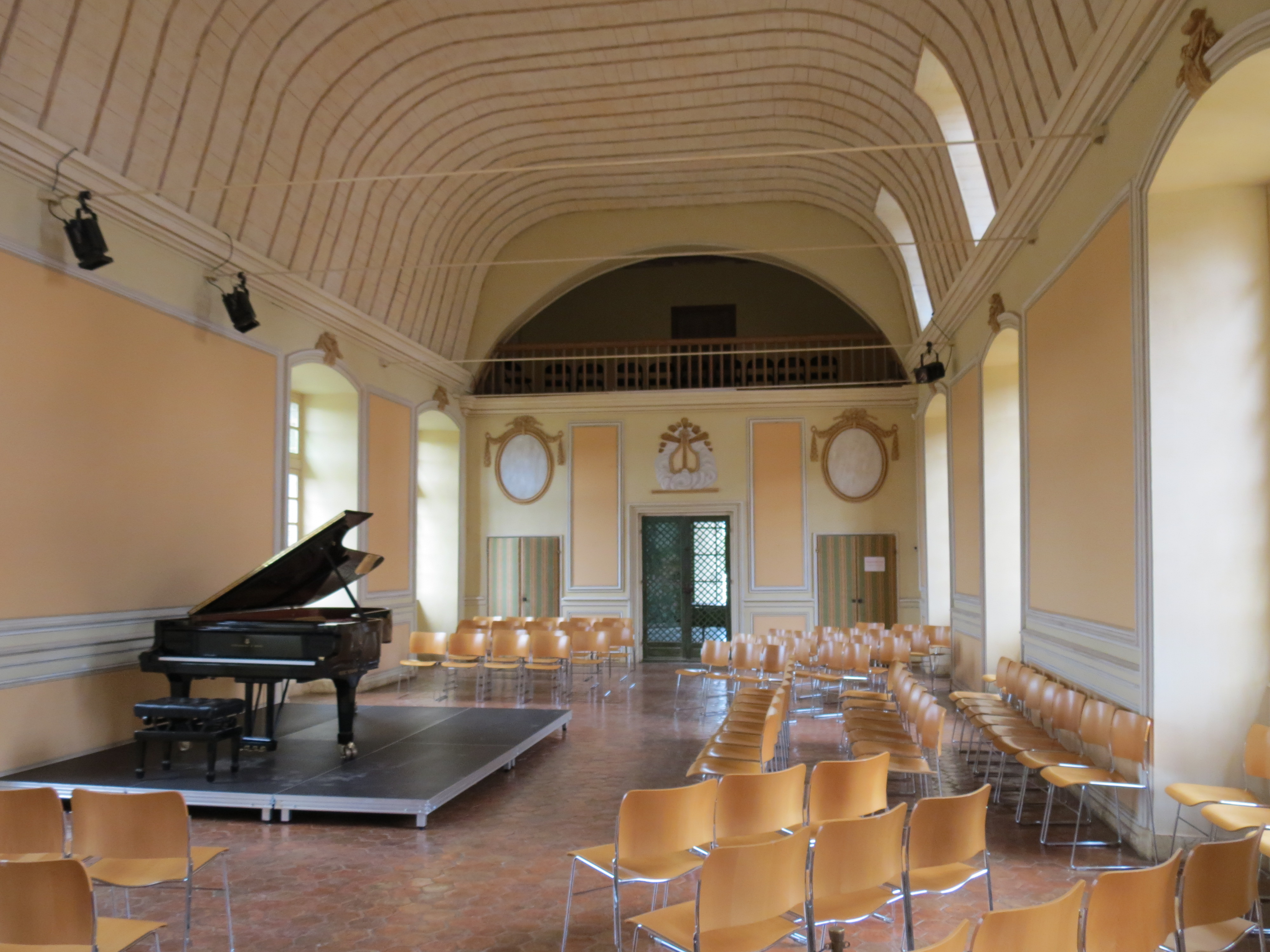
Festsaal

Für alle Flügel des Schlosses gilt bezüglich der Lage ihrer Räume das Gleiche: Wirtschaftsräume liegen im Erdgeschoss, Wohnräume und Prunkgemächer in den Obergeschossen. Ausstattung und Mobiliar der Räume sind fast alle noch original aus dem Besitz der Familie Le Veneur. Ausnahmen davon sind einige Möbel, die Kopien von ehemals im Schloss vorhandenen Stücken sind, und einige Tapisserien, die 1986 eigens für das Schlossmuseum angekauft wurden. Diverse Täfelungen stammen noch aus der Mitte des 17. Jahrhunderts und wurden nach Entwürfen von Maurice Gabriel gefertigt und bemalt.
Im Erdgeschoss des Donjons liegt ein großer Gesindesaal nebst Küche. Diese ist unter anderem am Wasserausguss in der Hofmauer erkennbar. Eines der Küchenfenster besitzt noch seine Sitznische mit Bänken. In der Küche ist ein würfelförmiger Maßstein aus dem 15. Jahrhundert ausgestellt. In vier seiner Seiten sind Vertiefungen unterschiedlicher Größe eingelassen und dienten als Referenzmaß für Flüssigkeiten, Getreide, Fett und Salz. Der Stein erinnert an die Zeit, als sich Gewichte und Maße noch von Seigneurie zu Seigneurie unterscheiden konnten, denn erst die flächendeckende Einführung des metrischen Systems setzte den unzähligen unterschiedlichen lokalen Maßeinheiten ein Ende. Das Obergeschoss des Turms wurde anfänglich von einem einzigen großen Raum eingenommen, von dem aus ein Nebenzimmer samt Abort im Logis-Turm zugänglich ist. Im 19. Jahrhundert wurde das erste Obergeschoss in mehrere kleinere Räume unterteilt, da solche einfacher zu beheizen waren.
Eine zweite Küche mit anschließender Putz- und Spülküche findet sich im Erdgeschoss des Logis. Sie ist über den großen benachbarten Saal der Wachen erreichbar und wurde dort im 18. Jahrhundert eingerichtet. Zugleich wurde der Saal der Wachen in zwei Räume geteilt, von denen einer anschließend als Speisesaal für das Personal diente. Die Trennwand wurde mittlerweile aber wieder entfernt. Im Obergeschoss des Logis liegen zwei symmetrische Appartements, die beide von einem großen zentralen Raum, dem Nordsalon (französisch salon nord), erreichbar sind. Dieser diente zugleich als Empfangssaal und Vorzimmer und wurde auch als Vorraum für die Schlosskapelle genutzt. Der Raum besitzt eine Holzbalkendecke und einen Bodenbelag aus Terrakottafliesen. Er wurde unter Alexis Le Veneur durch Zwischenwände in zwei kleinere Zimmer und einen Korridor unterteilt. Sein Kamin stammt noch aus dem Mittelalter, wurde aber – wie der gesamte Raum – in den 1980er Jahren restauriert. Die heutige Möblierung stammt aus dem 18. Jahrhundert. Dem Nordsalon schließen sich zu beiden Seiten jeweils ein weiterer Salon und eine dazugehörige, in den übereck gestellten Seitenflügeln des Logis liegende Zimmerfolge aus Privatzimmer, Ankleideraum und Latrine an. Hauptraum des nordwestlichen Appartements ist das Zimmer Ludwigs XI. (französisch chambre Louis XI), das an den Aufenthalt des Königs im Schloss im Jahr 1473 erinnert. Ausstattung und Dekor stammen aus dem 17. Jahrhundert, so zum Beispiel die Balkendecke und die Täfelung, die mit dekorativem Schnitzwerk verziert sind. Sie zeigen Ranken und Lorbeerblattwerk. Auch die bemalte und vergoldete Holzverkleidung des Kamins stammt aus jener Zeit. Ein solches Dekor war in den 1650er Jahren üblich. Der Kamin selbst stammt noch aus dem 15. Jahrhundert. Die Möbel des Raums wie zum Beispiel das Himmelbett sind Kopien von Stücken, die für dieses Zimmer überliefert sind. Hauptraum des südöstlichen Appartements ist das sogenannte Ehrenvorzimmer (französisch antichambre dʼhonneur) mit einem Fußbodenbelag aus dunkelroten Tomette-Fliesen und einer Balkendecke, deren Querbalken bemalte und vergoldete Kartuschen aus dem Jahr 1649 besitzen. Diese mit Schnitzereien verzierten Querbalken sind neben zwei Paneelen der einzige Rest einer reich verzierten und bemalten Kassettendecke, die im 17. Jahrhundert in diesem Zimmer angebracht wurde. Der große gotische Kamin aus Granit besitzt noch Reste einer Rankenbemalung auf dem Sturz. Sein Abzug zeigt eine stark beschädigte Freskenmalerei mit einer Jagdszene, die dort im 16. Jahrhundert angebracht wurde. Eine Tapisserie aus dem 17. Jahrhundert und Renaissancemöbel vervollständigen die Ausstattung dieses Zimmers.

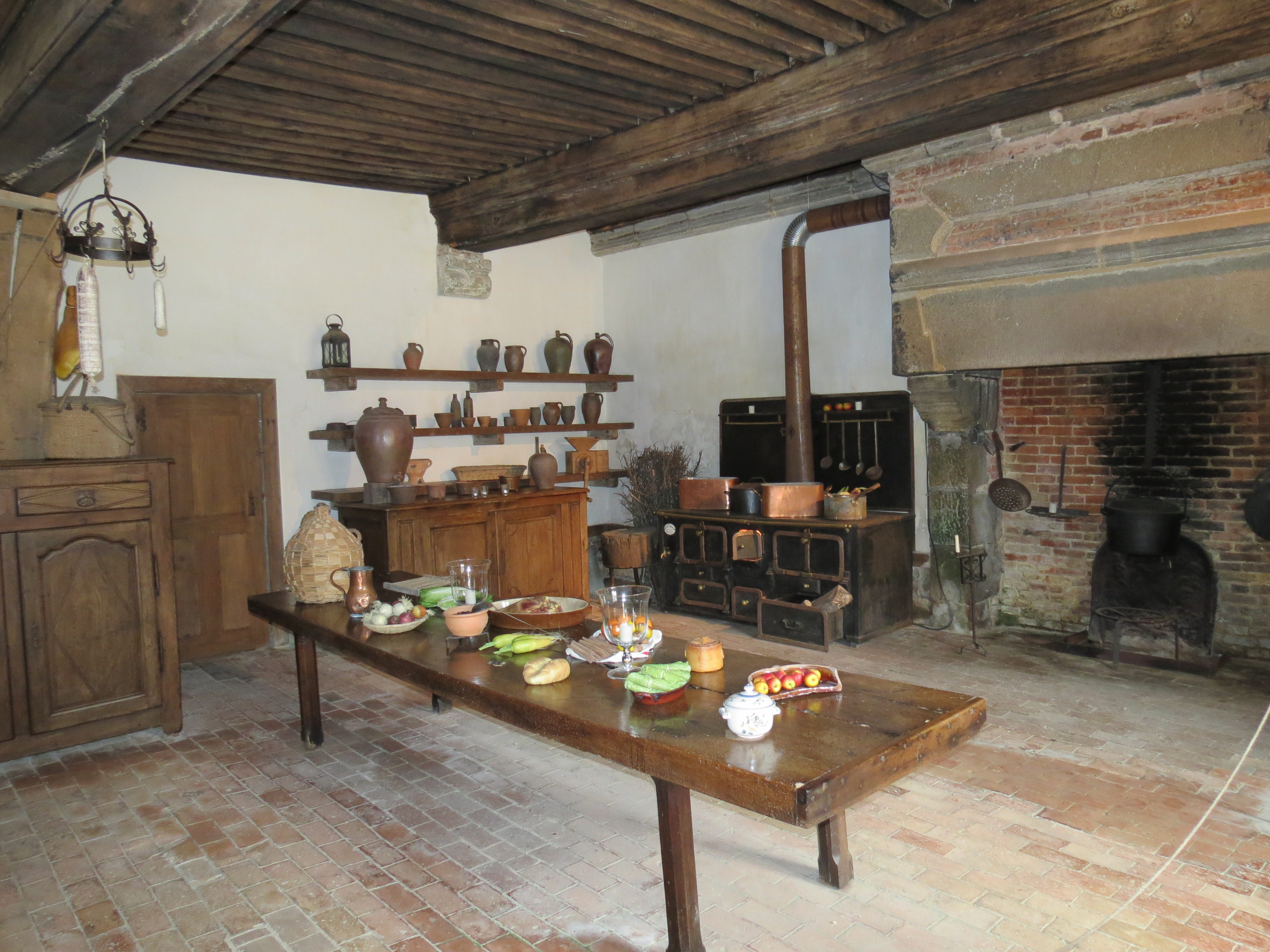
Küche im Logis
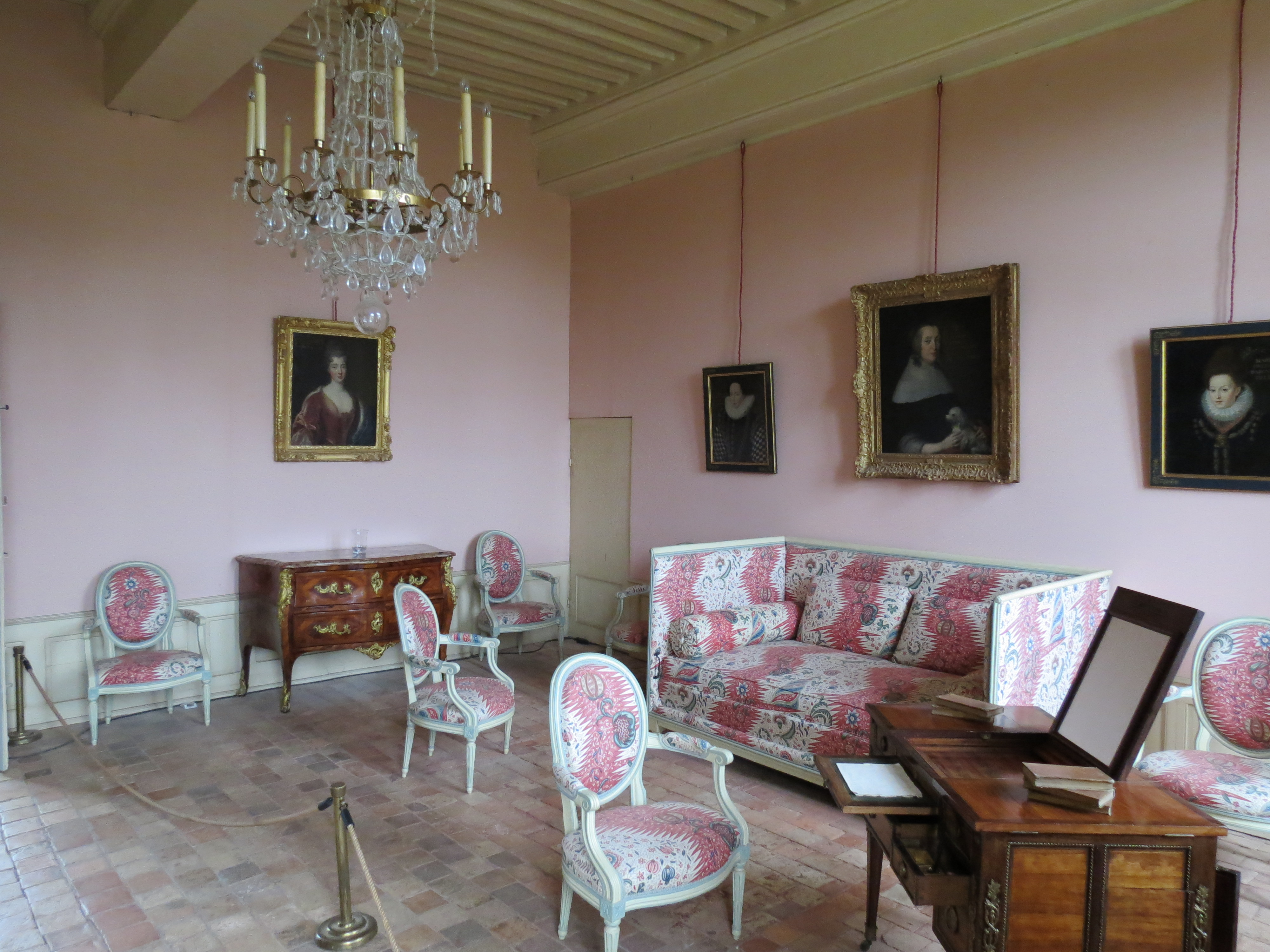
Nordsalon
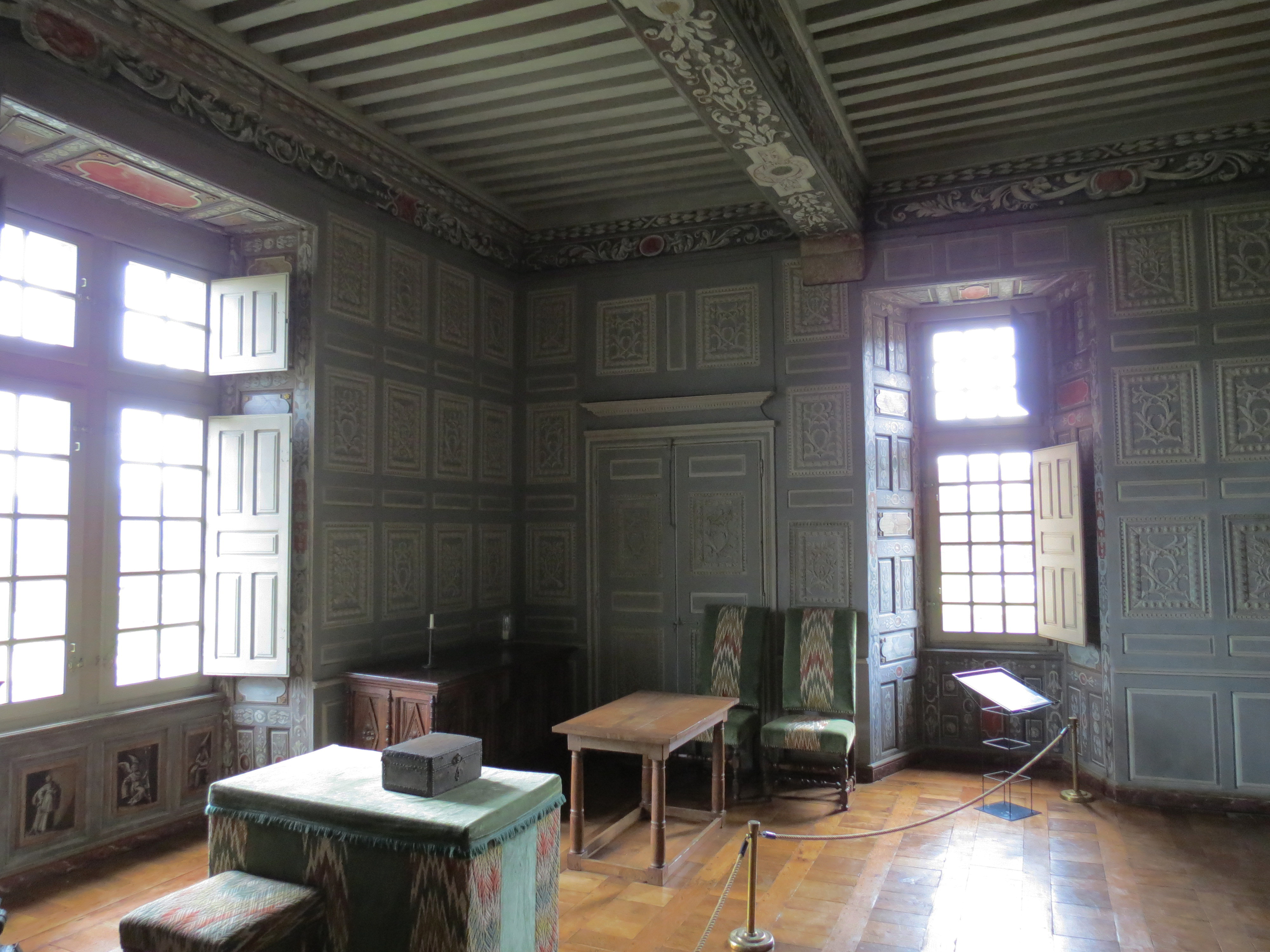
Zimmer Ludwigs XI.
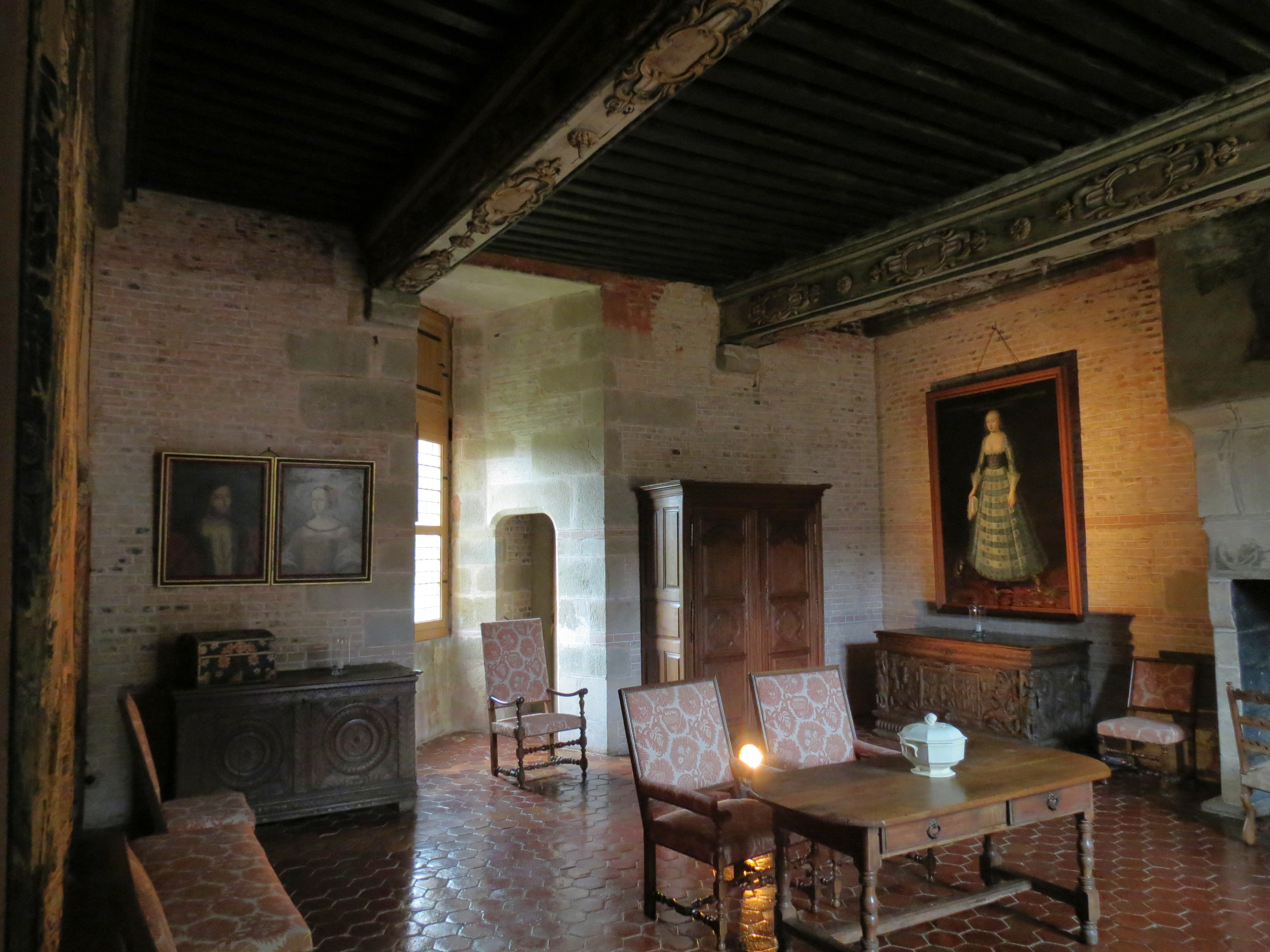
Ehrenvorzimmer

Das Logis ist über die Osttreppe mit den privaten Wohnräumen im Obergeschoss des Flügels der Großen Appartements verbunden. Das Treppenhaus misst 5 × 5 Meter. Die Treppe besteht aus Backsteinmauerwerk, das auf Stützpfeilern aus Granit ruht. Dieser kam auch für die Handläufe zum Einsatz. Das Mauerwerk ist verputzt und besitzt eine Bemalung, die Kalksteine und Backsteine imitiert.
Erstes Zimmer der Raumfolge enfilade in den Großen Appartements ist das Esszimmer, das etwa 1787 unter Alexis Le Veneur eingerichtet wurde. Die Möblierung besteht aus Stühlen aus der Zeit der Restauration und Anrichten im Stil Louis-quatorze. An den Wänden hängen eine Tapisserie und Doppelporträts von Angehörigen der Familie Le Veneur. Der untere Bereich der Wände besitzt eine Bemalung, die eine rote Marmorverkleidung vortäuscht. Auffälligstes Ausstattungsstück des Raums ist jedoch ein Renaissancekamin aus Kalkstein und verschiedenfarbigem Marmor vom Ende des 16. Jahrhunderts, der von korinthischen Säulen aus poliertem Granit eingefasst ist. Auf das Esszimmer folgt der Sommersalon (französisch Salon dʼéte). Er ist der kleinste Raum dieses Geschosses und erhielt seinen Namen, weil er keinen Kamin besitzt und entsprechend nicht beheizt werden konnte. An den Wänden hängen Tapeten mit Arabeskenbemalung und ein Pastellporträt der Königin Maria Leszczyńska von Jean-Marc Nattier. Die Möblierung des Salons, zu der ein Spieltisch für drei verschiedene Spiele zählt, stammt aus dem 18. Jahrhundert. Nächstes Zimmer ist der Salon der Porträts (französisch salon des portraits) mit einem Parkett, das in Fischgrättechnik verlegt wurde, einem monumentalen Granitkamin aus dem 17. Jahrhundert und einer Täfelung aus dem 18. Jahrhundert. Der Raum wurde lange Zeit als Prunksaal genutzt, ehe er unter General Alexis Le Veneur als dessen Privatzimmer diente. An den Wänden hängen heute die Porträts von Mitgliedern der Familie Le Veneur aus 14. Generationen. Die Sammlung wurde Anfang der 1950er Jahre zusammengestellt. Bei den Stühlen im Louis-treize-Stil handelt es sich um Reproduktionen aus dem 19. Jahrhundert. Der sich anschließende große Raum wird Großer Salon (französisch grand salon) genannt und entstand erst im 19. Jahrhundert durch das Zusammenlegen zweier benachbarter Zimmer, was heute noch gut an den zwei unterschiedlichen Parkettarten erkennbar ist. Zur Hälfte belegt der Salon den südlichen Pavillon des Schlosses. Die weiß gestrichene Täfelung gibt dem Raum eine helle Note. Zu seinem Mobiliar aus dem 17. und 18. Jahrhundert zählen Spieltische und drei Régence-Kommoden. An einer der Stirnseiten befindet sich ein großer Kamin aus Granit mit einem Porträtgemälde Ludwigs XVI. Auf der gegenüberliegenden Stirnseite hängt ein Porträt des Kardinals Jean Le Veneur.

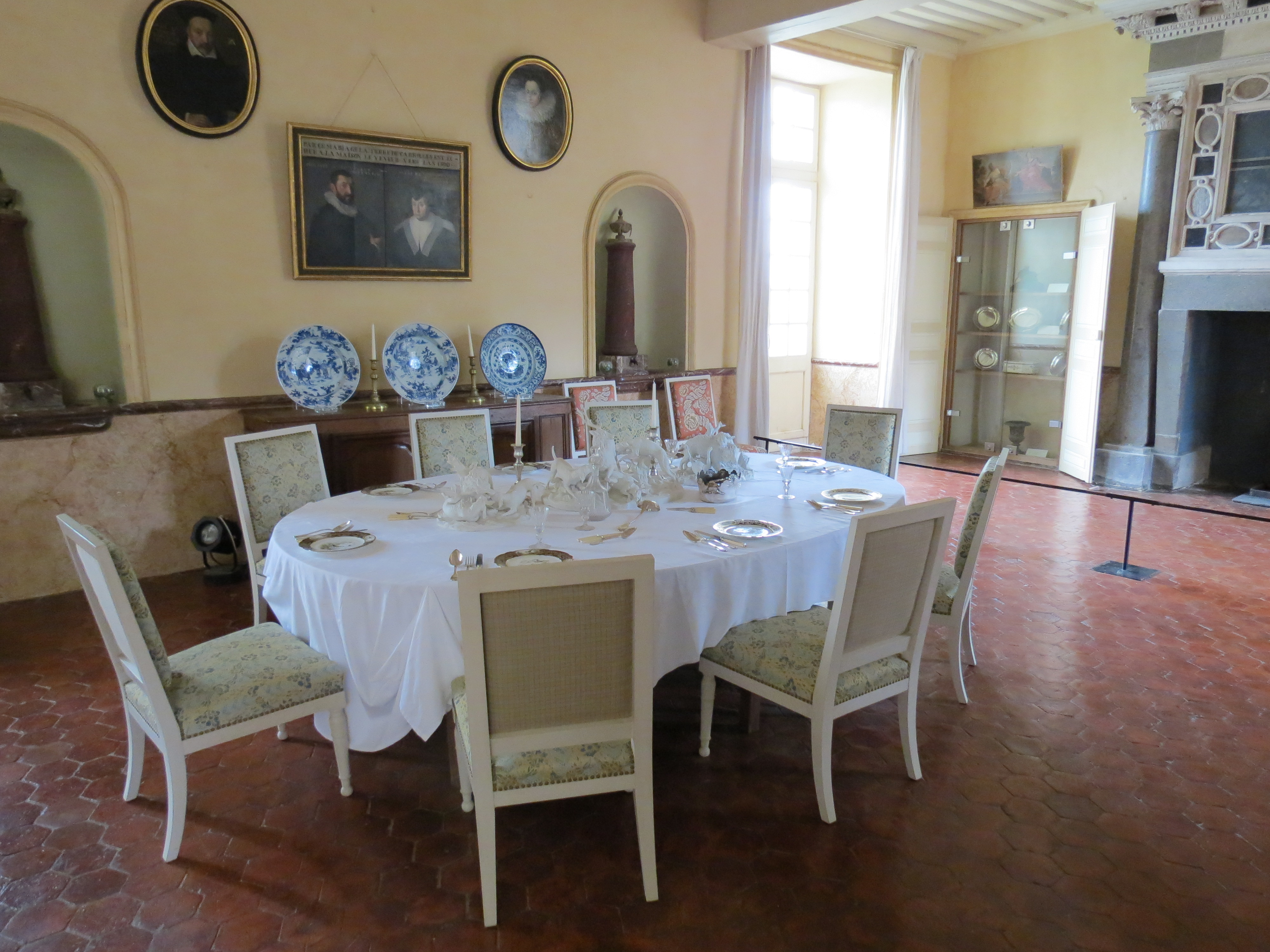
Esszimmer
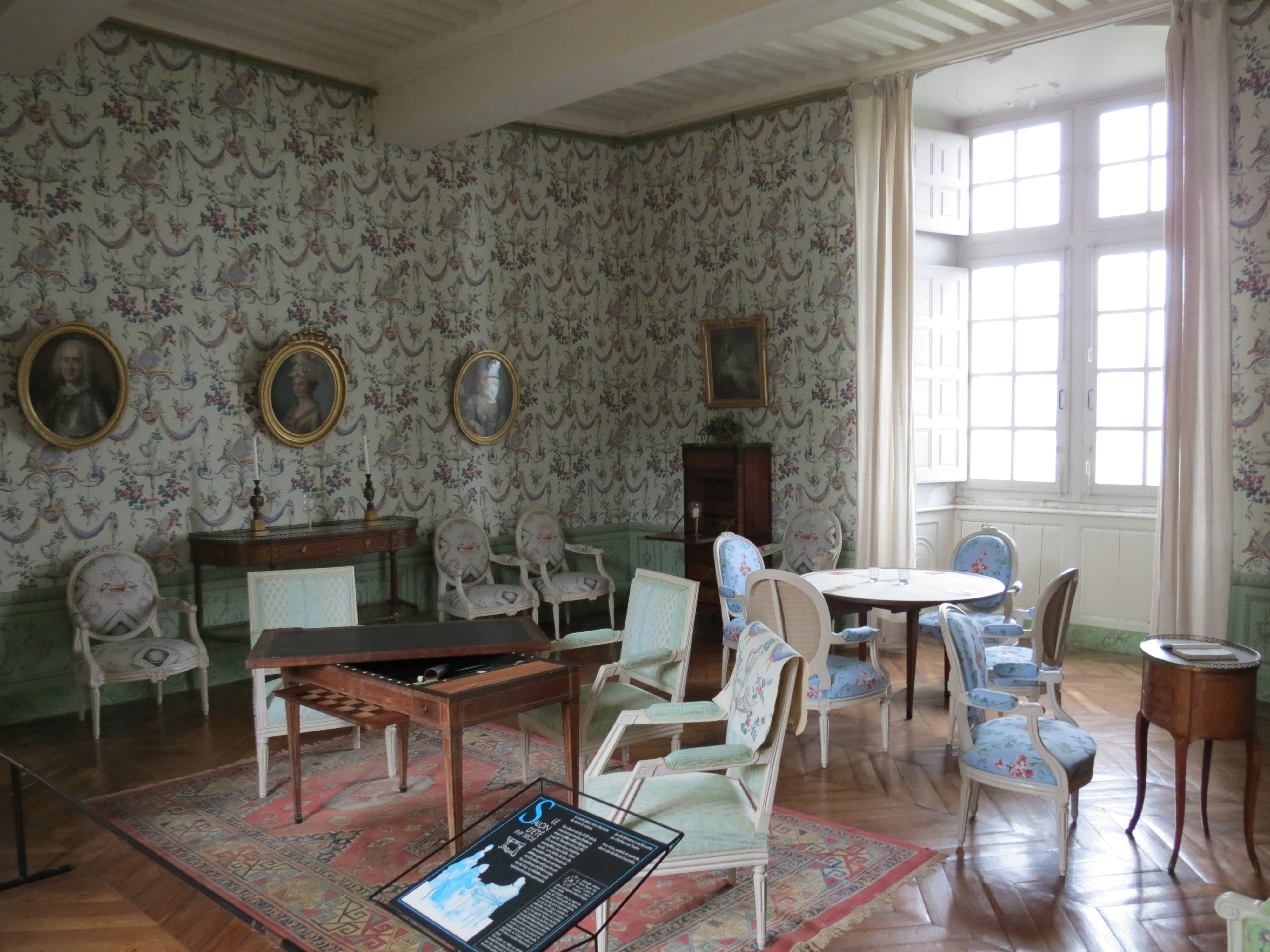
Sommersalon
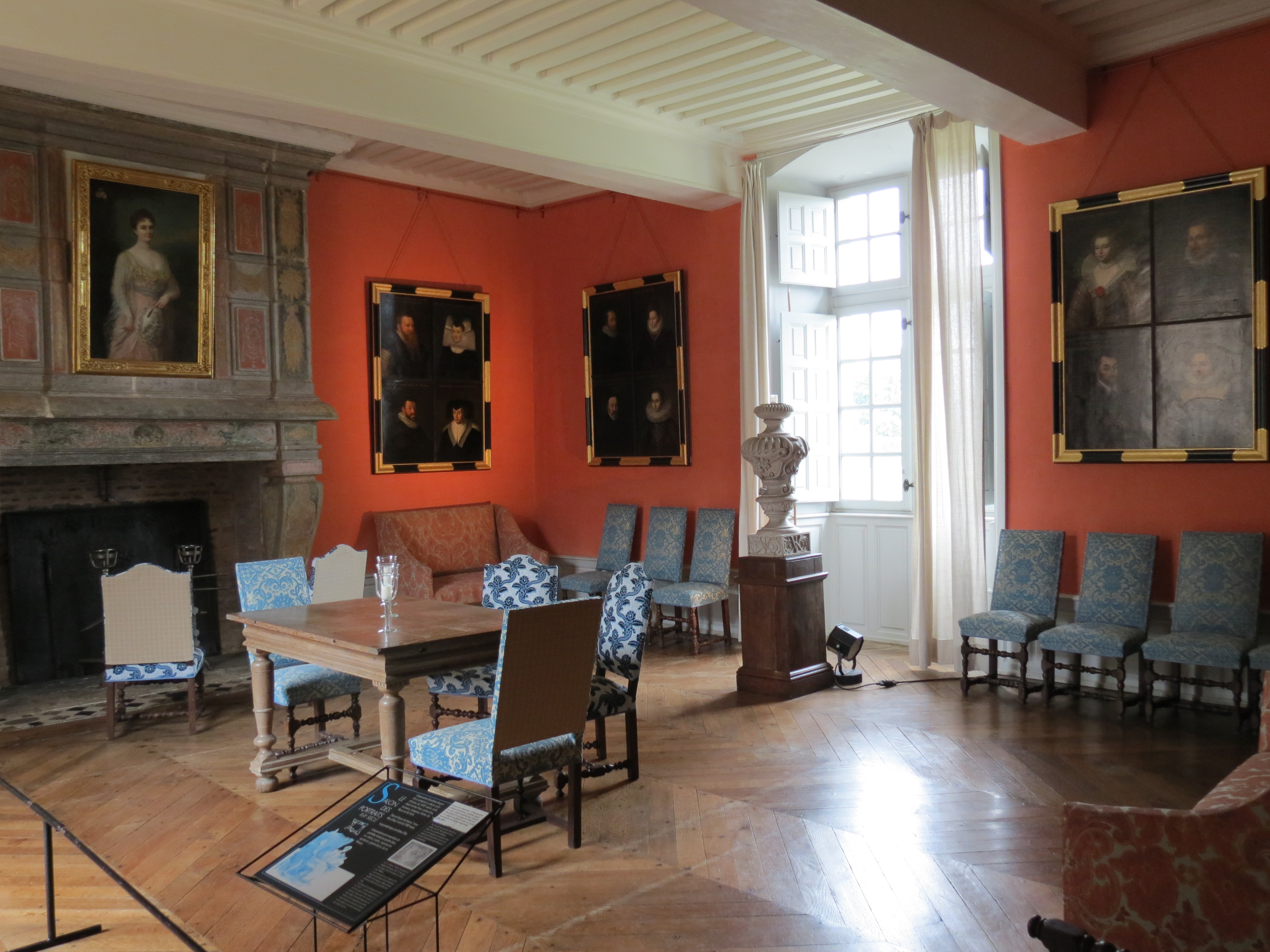
Salon der Porträts
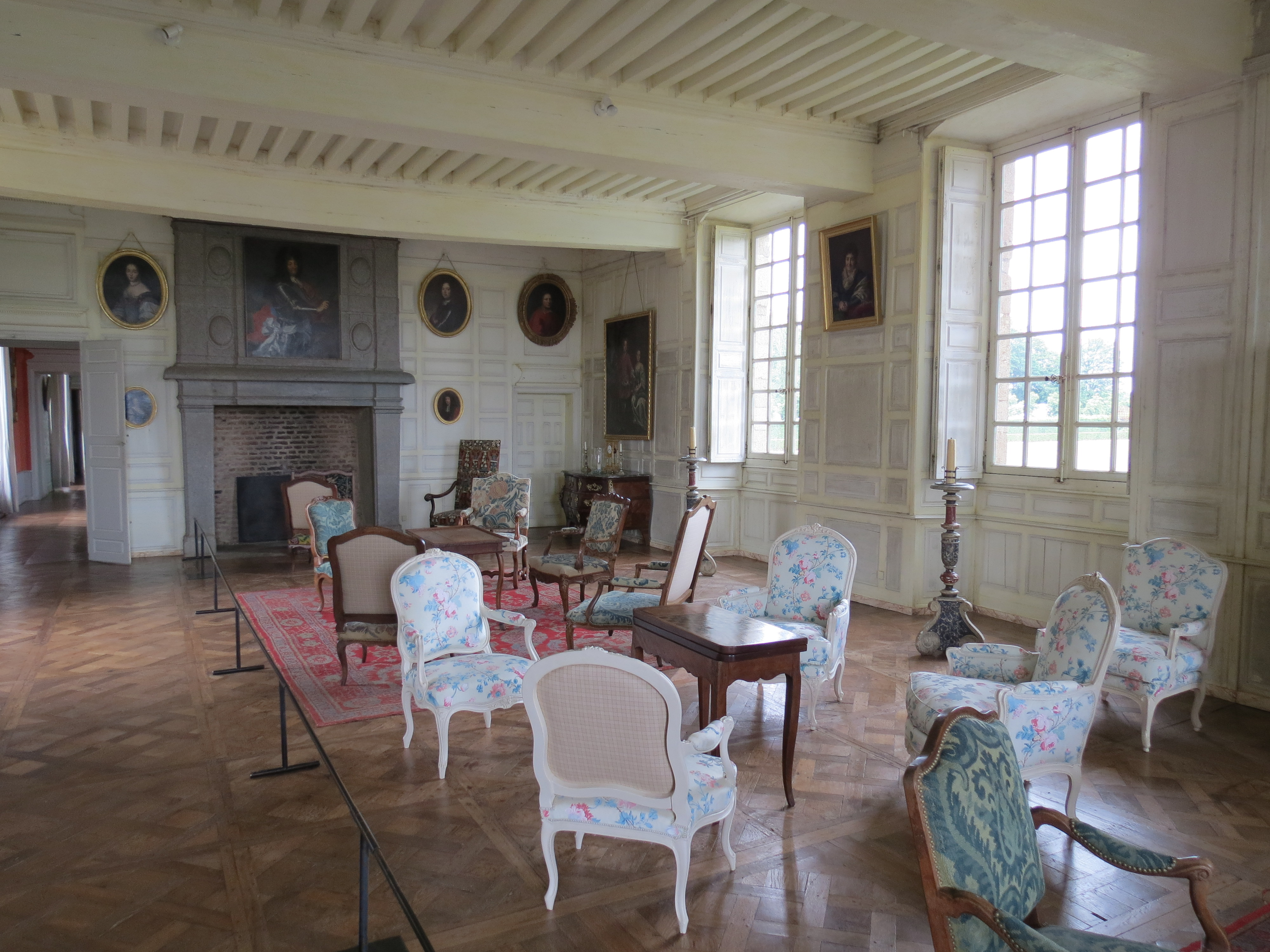
Großer Salon

Der Große Salon ist über die monumentale, 6 × 7 Meter messende Ehrentreppe mit dem Südwestflügel verbunden. Die Treppenkonstruktion besteht aus viereckigen Backsteinpfeilern, die Backsteingewölbe mit Treppenstufen aus Granit tragen. Wie die Osttreppe war die Ehrentreppe früher verputzt und bemalt, jedoch wurde die Bemalung in den 1960er Jahren entfernt. Von der Ehrentreppe ist der 20 × 7 Meter große Festsaal im ersten Geschoss des Südwestflügels erreichbar. Noch im 18. Jahrhundert lag dort eine Gemäldegalerie, die jedoch unter Alexis Le Veneur vollkommen umgestaltet wurde. Ursprünglich für Theateraufführungen konzipiert, ist der Saal der größte Raum des Schlosses und nimmt gemeinsam mit der Ehrentreppe die Grundfläche des gesamten Flügels ein. Zusätzlich ist der Saal zwei Geschosse hoch und nimmt neben dem ersten Obergeschoss auch das Dachgeschoss ein, dessen Dachgebälk mit Holz verkleidet ist. An der nordwestlichen Stirnseite befindet sich auf einer Empore die Musikertribüne. Darunter liegt – schon im Westpavillon befindlich – der Pompadour-Salon (französisch salon de Pompadour), der dort im 18. Jahrhundert eingerichtet wurde. Er trägt seinen Namen zu Ehren der Ehefrau Tanneguys I. Le Veneur, Madelaine de Pompadour, und diente früher als Foyer für den Festsaal. Unter ihm befindet sich im Erdgeschoss die Backstube des Schlosses.
- Ehrentreppe
- Festsaal

### Schlosspark und -garten
Das Schloss ist von einem zehn Hektar großen Park- und Gartenareal umgeben. Die ersten Gärten der Anlage wurden wahrscheinlich im 16. Jahrhundert unter Tanneyguy I. Le Veneur angelegt und im 19. Jahrhundert unter Alexis Le Veneur in einen Landschaftsgarten umgestaltet. Auf einem Plan aus dem Jahr 1711 sind rund um die Schlossgebäude mehrere Höfe, Terrassen, Hecken, Broderieparterres, Obst- und Gemüsegärten sowie eine Fasanerie zu erkennen. Da das gesamte Areal seit Ende des 19. Jahrhunderts kaum noch gepflegt und unterhalten wurde, war es entsprechend verwildert und überwuchert, als der französische Staat die Schlossanlage übernahm.
Seit den 1950er Jahren wird der Schlosspark allmählich wieder instand gesetzt, und dabei werden unter anderem die barocken Gärten nach den Vorbildern von 1711 rekonstruiert. In Grundzügen ist das sogenannte Große Parterre (französisch grand parterre) südöstlich des Schlosses wiederhergestellt. Vollends rekonstruiert ist hingegen das sogenannte Kleine Parterre auf einer Terrasse südwestlich des Schlosses. Diese entstand seinerzeit im trockengelegten Hausteich und ist von einer steinernen Baluster-Brüstung umgeben. Zwischen ihren symmetrisch  angelegten Rasenbeeten sind Rosen gepflanzt. Zugang zur Terrasse gewährt ein zweiflügeliges Tor in einem schmiedeeisernen Gitterzaun mit barocken Voluten, der 1641 von Isaac Geslin nach Entwürfen von Jacques Croisil angefertigt wurde. Im Zuge der Gartenrestaurierung mussten 1998/1999 viele der alten Kastanien im Schlosspark gefällt werden, weil sie alt und krank waren.
Nordöstlich des Schlosses wurde 1988 ein Obstgarten mit Apfelbäumen angelegt. Ihm schließt sich nach Norden der Fasaneriegarten an, in dem heute die Blumen für die Gestecke und Bouquets in den Schlossräumen gezogen werden.